# Брухова мембрана
Брухова мембрана или lamina basalis choroideae је унутрашњи слој хороиде ока дебљина је 2–4 μм.   Због свог стакластог микроскопског изгледа назива се стакласта плоча или мембрана витриае.

## Епоним
Брухова мембрана је добила име по немачком анатому Карлу Вилхелму Лудвигу Бруху.

## Ембриологија
Брухова мембрана је присутна у средњем периоду феталном развоју као еластична плоча.

## Анатомија и физиологија

### Структура
Брухова мембрана се састоји од пет слојева (гледано изнутра према споља):
- базална мембрана пигментног епитела ретине,
- унутрашња колагена зона,
- централна трака од еластичних влакана,
- спољашња колагена зона,
- базална мембрана хориокапилариса

### Развој
Са годинама мембрана постаје дебља, јер екстрацелуларне наслаге које садрже липиде могу се акумулирају између мембране и базалне ламине пигментног епитела мрежњаче ока, ометајући размену растворених материја и доприносећи патологији везаној за узраст.

### Функција
Мембрана је укључена у регулацију пролаза течности и раствора од хороиде до мрежњаче.

## Патологија
Брухова мембрана се дебља са годинама, успоравајући транспорт метаболита. Ово може довести до стварања друза у старосној макуларној дегенерацији. Такође постоји накупљање наслага (у виду базалних линеарних депозита и базалног ламеларног депозита) на и унутар мембране, које се првенствено састоје од фосфолипида. Сматра се да је акумулација липида већа у централном фундусу него на периферији, као и да ова накупина фрагментира мембрану у ламеларну структуру која више личи на лиснато тесто него на баријеру. 
Инфламаторни и неоваскуларни медијатори тада могу активирати хороидалне крвне судове да расту у и изван фрагментоване мембране. Ова неоваскуларна мембрана уништава архитектуру спољашње мрежњаче и доводи до изненадног губитка централног вида – макуларне дегенерације повезане са годинама.
Псеудокантом еластикум, миопија и траума такође могу изазвати дефекте на Бруховој мембрани што може довести до хороидалне неоваскуларизације. 
Алпортов синдром, генетски поремећај који утиче на алфа колагене ланце, такође може довести до дефекта Брухове мембране као што је ретинопатија „тачка и флека“. Ангиоидне пруге изазивају калцификацију, задебљање и ломове Брухове мембране.